# Combat de Houat
 (janvier 2025).
Si vous disposez d'ouvrages ou d'articles de référence ou si vous connaissez des sites web de qualité traitant du thème abordé ici, merci de compléter l'article en donnant les références utiles à sa vérifiabilité et en les liant à la section « Notes et références ».
Guerre du Consulat - Projet français d'invasion du Royaume uni
Batailles
Batailles navales
- Rocher du Diamant (1805)
- Cap Finisterre (1805)
- îles Chausey (1805)
- Trafalgar (1805)
- Cap Ortegal (1805)

Campagne d'Allemagne (1805) : opérations en Bavière - Autriche - Moravie
- Donauwörth
- Wertingen
- Günzburg
- Haslach-Jungingen
- Memmingen
- Elchingen
- Nerenstetten
- Neresheim
- Ulm
- Ried
- Lambach
- Bodenbichl
- Steyr
- Amstetten
- Mariazell
- Dürenstein
- Hollabrunn (Schöngrabern)
- Wischau
- Austerlitz

Campagne d'Italie (1805) : Opérations en Italie du Nord
- Vérone
- Caldiero
- Forano
- Castelfranco Veneto

Invasion de Naples (1806)
- Gaète
- Campo Tenese
- Maida
- Lauria
- Maratea
- Amantea
- Mileto

Le combat de Houat est une bataille navale du Consulat qui se déroule le 5 mai 1804 entre l'île de Houat et Belle-Île-en-Mer.

## Contexte
Alors que la France se prépare à envahir l’Angleterre et concentre son Armée des côtes de l'Océan dans la région de Boulogne, le ralliement à Boulogne, Étaples, Wimereux et Ambleteuse de plus de 2 000 embarcations de débarquement expédiées de tous les points des côtes de France et de Hollande donne lieu à plusieurs batailles navales dont la majorité se soldent par une victoire française. Aussi, malgré leurs efforts les Britanniques ne peuvent empêcher la mise en place de la flottille de Boulogne,.

## Déroulement
Le combat oppose une flottille de quatre canonnières commandées par le lieutenant de vaisseau Clair Désiré Tourneur, qui fait route vers Lorient.Elle est interceptée et attaquée par une forte corvette, commandée par le capitaine Wright,, et un lougre anglais. La bataille fait rage durant quelque temps. Le nombre de bouches à feu des bâtiments anglais est plus de deux fois plus important que celui des canonnières françaises, mais ces dernières ont des calibres supérieurs. Bientôt, écrasés par les boulets et la mitraille que crachent les canons de 24 français, les deux navires anglais décrochent et tentent de fuir. Tourneur lance alors ses canonnières à leur poursuite et les rattrape près de l'île d’Houat. La bataille reprend et les deux navires anglais amènent leur pavillon et se rendent,.

## Conséquences
La Royal Navy perd deux navires et leurs équipages. La flottille de canonnières rallie Boulogne.